# Sam Childers
Sam Childers (Grand Forks, 1962) é um motociclista e autor e ativista norte-americano. Dedica sua vida e recursos para resgatar as crianças na zona de guerra do Sudão. Childers e sua esposa Lynn fundaram "Angels of East Africa", um orfanato para as crianças em Nimule, Sudão do Sul, onde atualmente tem mais de 300 crianças sob seus cuidados.

## Biografia
Sam Childers nasceu em Grand Forks, Dakota do Norte, filho de Paulo Childers, ex marine. Sam tinha dois irmãos mais velhos, Paul Jr. e George. Ele também tinha uma irmã, Donna, que morreu de um problema cardíaco antes de chegar a um ano de idade. Enquanto ele estava crescendo, seus pais se mudavam de lugar para lugar seguindo os projetos de construção.
Na primavera de 1974, um pouco depois de completar 12 anos, sua família mudou-se para Grand Rapids, Minnesota. Ele estava indo para a sétima série, e os dois anos entre aquela época e quando ele começou a escola foram alguns dos momentos mais influentes de sua vida. Foi nesses anos de formação que Sam descobriu cigarros, maconha, álcool e heroína, bem como o que levou a muitos anos de dependência de drogas, tráfico de drogas e alcoolismo. Sam também desenvolveu um amor por motos e estilo de vida que muitas vezes praticava fora da lei.
Conheceu uma stripper, de nome Lynn que mais tarde seria sua mulher.
Após gerir uma empresa de construção de sucesso, Sam dedicou-se a tempo inteiro na reabilitação e proteger crianças.
Em novembro de 2009, Childers apareceu na televisão no programa Outreach Connection de Debra Peppers em Quincy, Illinois. Ele revelou que ele também resgata crianças raptadas no norte de Uganda.
Devido à sua causa humanitária e a sua imagem marcante de numa mão segurar uma Bíblia e noutra uma fuzil AK 47, era apelidado de "The Machine Gun Preacher" ("O Pastor da Metralhadora").
Em 2011 foi lançado o filme Machine Gun Preacher interpretado por Gerard Butler e dirigido por Marc Forster, que retrata a vida de Sam Childers, sendo nomeado para os Golden Globe Awards em 2012.

## África
No verão de 1992, Childers experimentou o que ele descreveu como uma conversão ao Cristianismo em um encontro de avivamento na Assembleia de Deus. O pastor Childers profetizou que ele iria para África. No final de 1998, Childers fez sua primeira viagem ao Sudão, mais concretamente à aldeia de Yei. Numa das suas missões, Sam deparou-se com um corpo de uma criança mutilado por uma mina terrestre, e nessa altura prometeu lutar custasse o que custasse, olhar pelas crianças desse país. Nessa primeira viagem e as muitas outras que se seguiram, ele foi exposto aos atos da Exército de Resistência do Senhor (LRA), liderados por Joseph Kony.

### Missão do projeto
Não muito tempo depois de sua primeira viagem ao Sudão, Childers e sua esposa Lynn fundaram o "Angels of East Africa", um orfanato para as crianças do sul do Sudão, onde atualmente abriga e educa mais de 300 órfãos e com mais de mil crianças resgatada desde a sua criação. O pessoal do orfanato das crianças são principalmente os órfãos e as viúvas dos sudaneses. Este é atualmente o maior orfanato do sul do Sudão e é única em sua abordagem de liderança de missões de resgate armados diretamente no território LRA.
O projeto também fornece alimentos, vestuário e assistência médica a pessoas vítimas da recente violência nas aldeias, servindo mais de 1200 refeições diárias. 

## Livro
Childers descreve os detalhes dos acontecimentos de sua vida e suas experiências na África, em seu livro Another Man's War, foi editado em outubro de 2011.